# Rostkovia tristanensis
Rostkovia tristanensis é uma espécie de planta da família Juncaceae. É encontrada em Tristão da Cunha.